# Івашко Григорій Лазарович

Григорій Лазарович Івашко (1921—25 січня 1945) — радянський військовий, солдат, Герой Радянського Союзу.
Народився 1921 у с. Мала Киріївка Бершадського району. Українець. 
Дитиною пережив голодомор. Працював механізатором у колгоспі. Мобілізований у 1940 році. 
Учасник Другої Світової війни з квітня 1944 р. Воював на 1-му і 2-му Українських фронтах. Загинув 25 січня 1945 у бої при форсуванні річки Одер. Похований у колективній могилі в Болеславиці у Польщі. 
Указом Президії Верховної Ради СРСР від 10 квітня 1945  навідникові 76-мм гармати батареї 32-го артилерійського Кишинівського полку 31-й стрілецької Сталінградської ордена Богдана Хмельницького дивізії червоноармійцеві армії СРСР Івашку Григорієві посмертно присвоєно звання Героя Радянського Союзу.